# Oscar (kot)
Oscar (ur. 2005  – zm. 22 lutego 2022) – hospicyjny kot przedstawiony w specjalnym artykule w The New England Journal of Medicine ze względu na jego przypuszczalną zdolność do rozpoznania bliskiej śmierci pacjentów terminalnie chorych.

## Historia i zdolności
Oscar został przyjęty jako kociak ze schroniska dla zwierząt. Dorastał na trzecim piętrze oddziału demencyjnego w Steere House Nursing and Rehabilitation Center w Providence w stanie Rhode Island. Oddział leczy osoby z chorobą Alzheimera, Parkinsona oraz innymi chorobami w stadium terminalnym. Steere House określa się jako jednostka „przyjazna dla zwierząt". Co najmniej 6 zwierząt przebywa w budynku, dostarczając pacjentom pociechy.
Po 6 miesiącach personel zauważył, że Oscar podobnie jak lekarze i pielęgniarki, dokonuje swoich obchodów. Kot obwąchiwał i obserwował pacjentów, by potem zasnąć przy niektórych z nich. Personel z zaskoczeniem stwierdził, że pacjenci, których Oscar „wybierał” przeważnie umierali w ciągu 2 do 4 godzin od chwili przybycia zwierzęcia. Jeden z pierwszych przypadków dotyczył kobiety z zatorowością kończyny dolnej; Oscar owinął się wokół niedokrwionej nogi i pozostał przy pacjentce aż do jej śmierci.
W innym przypadku lekarz badający pacjenta stwierdził, że ten umiera, gdy kot po prostu odszedł; lekarz uznał, że niezwykła passa Oscara zakończyła się (był to 12 przypadek „rozpoznany” przez kota), by później się przekonać, że to on się pomylił, stawiając diagnozę, która potwierdziła się dopiero po kilku godzinach. Oscar ponownie „odwiedził” pacjenta po tym czasie, na dwie godziny przed jego zgonem.
Pomimo swoich zdolności, Oscar był opisywany przez dr Davida Dosa jako „kot nieprzyjazny (żyjącym) ludziom". Jeden przykład na to został opisany w artykule New England Journal of Medicine. Gdy starsza kobieta przechodziła obok Oscara w czasie jego obchodu, ten wydał „delikatny syk, ostrzeżenie przypominające to, które wydają grzechotniki”, mówiąc w ten sposób „zostaw mnie w spokoju".

### Nagroda
Home and Hospice Care of Rhode Island przekazało Oskarowi nagrodę za jego troskę i przebywanie z pacjentami w ostatnich chwilach ich życia, bez czego wielu umarłoby w samotności.
Nagrodą jest tabliczka pamiątkowa zawieszona na ścianie z wygrawerowaną na niej pochwałą: „Oscar — Steere House: za jego troskliwą opiekę w końcowych chwilach życia".

## Opinie medyczne
Nikt nie jest pewien, czy zachowanie Oscara ma znaczenie dla nauki, czy jest po prostu wynikiem tego, że Oscar żył w miejscu, gdzie większość pacjentów jest w końcowym stadium chorób, a umieranie jest powszechne i spodziewane.
Dr Joan Teno, profesor na Brown Medical School należącym do Uniwersytetu Browna w Providence opiekowała się mieszkańcami Steere House i stale spotykała się z Oscarem, o którym stwierdziła: „Nie chodzi tylko o to, że kot konsekwentnie pojawia się w tej chwili pierwszy. Oscar potrafi zawsze pojawić się we właściwej chwili i wydaje się, że zawsze w 2 ostatnich godzinach".
Dr Dosa (także związana z Brown Medical School), która opisała zjawisko w opracowaniu „NEJM" z 26 lipca 2007 roku, tak mówiła o Oscarze: „Oscar nie popełnia zbyt wielu pomyłek. Wydaje się, że rozpoznaje chwilę przed odejściem pacjenta", spekulując dalej, że „kot być może odbiera jakieś specyficzne zapachy związane ze śmiercią". Dr Teno poparła ten pogląd, mówiąc: „Myślę, że istnieją pewne związki chemiczne uwalniane w czasie gdy ktoś umiera, a Oskar potrafi je wyczuć".
Niektórzy specjaliści od behawioryzmu zwierzęcego mówią, że teoria na temat wyczuwania przez Oscara jakichś zapachów związanych ze śmiercią jest całkiem przekonywająca. „Przypuszczam, że Oscar wyczuwa jakieś związki chemiczne uwalniane przed śmiercią” - stwierdziła Margie Scherk, weterynarz w Vancouver, a także przewodnicząca American Association of Feline Practitioners. Powiedziała także, że: „Koty potrafią wyczuć wiele zapachów, których my nie potrafimy". „Jest pewne, że koty potrafią wykryć chorobę". Dr. Jill Goldman posiadająca dyplom ze stosowanej behawiorystyki zwierzęcej z Laguna Beach w Kalifornii powiedziała, że: „Koty mają znakomity węch”, dodając, że pozostawanie przy umierającym pacjencie również może być wyuczonym zachowaniem. „Istniały dla niego spore szanse na powiązanie pomiędzy „tym” zapachem (a śmiercią)".
Zdolności Oscara można wyjaśnić również na inne sposoby niż teorie związane ze zmysłem węchu. Dr. Daniel Estep posiadająca dyplom ze stosowanej behawiorystyki zwierzęcej z Littletown w Kolorado sugeruje, że „Jedną ze wspólnych cech umierających ludzi jest to, że nie poruszają się zbyt wiele. Być może kot nauczył się dostrzegać chwile, gdy osoba zachowuje się bardzo cicho w łóżku. Być może nie chodzi ani o zapachy, ani dźwięki, a o brak ruchu".
Dr. Thomas Graves, ekspert od kotów na Uniwersytecie Illinois, powiedział do BBC: „Koty często potrafią wyczuć, gdy ich właściciele są chorzy lub gdy chorują inne zwierzęta. Potrafią wyczuć zmiany pogody i znana jest ich zdolność do przeczuwania nadchodzących trzęsień ziemi".